# Synagoge (Kamenice nad Lipou)
Koordinaten: 49° 18′ 0,1″ N, 15° 4′ 31,1″ O

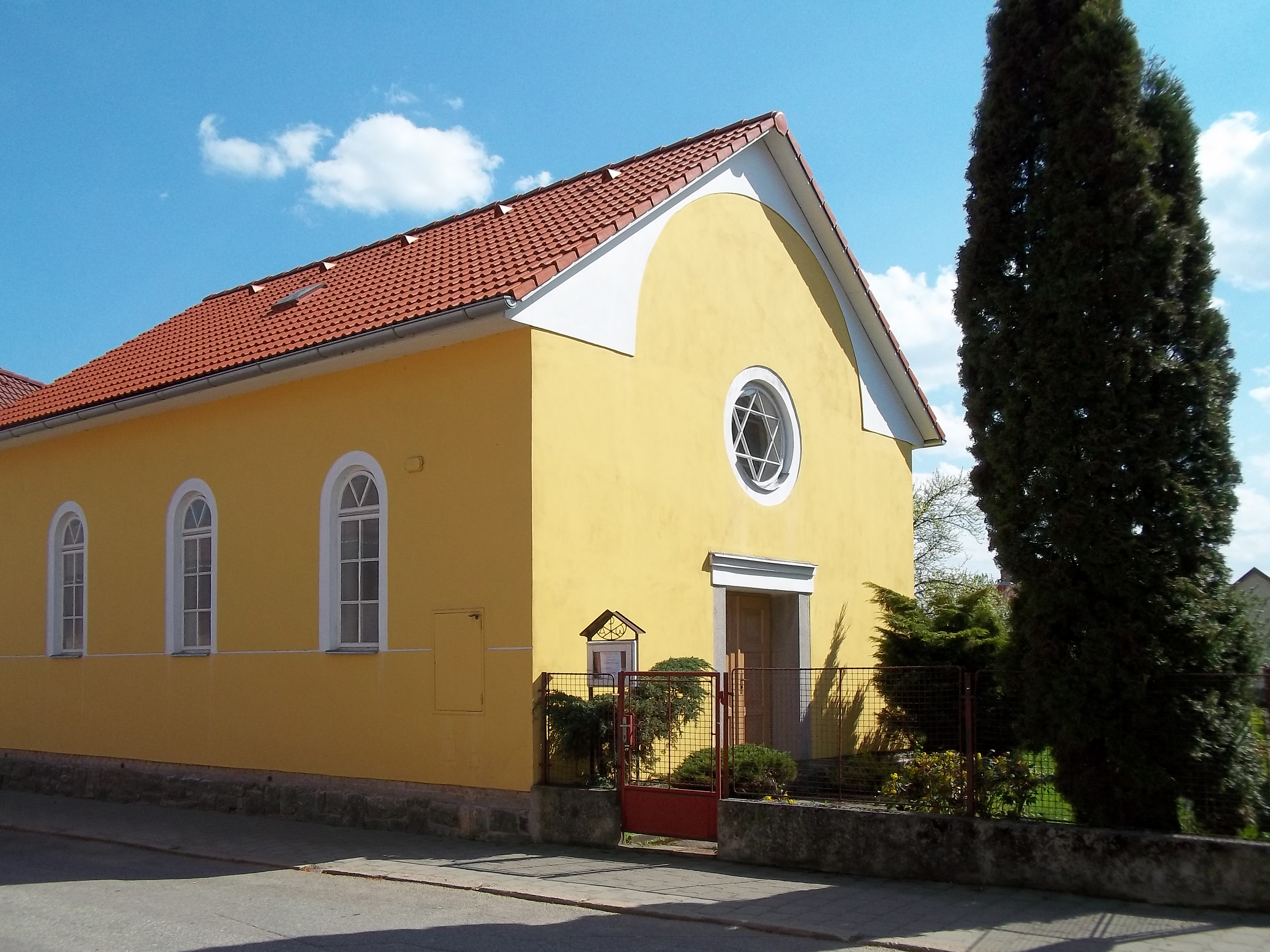
Ehemalige Synagoge in Kamenice nad Lipou

Die Synagoge in Kamenice nad Lipou (deutsch Kamnitz an der Linde), einer Stadt im Okres Pelhřimov in Tschechien, wurde in den Jahren 1937/38 errichtet. Diese Synagoge war die letzte Synagoge, die vor der deutschen Besetzung in Böhmen gebaut wurde. Die profanierte Synagoge wird von der Böhmischen Brüdergemeinde genutzt.